# Copa da Amizade Brasil-Japão de Futebol Infantil de 2016
A Copa da Amizade Brasil-Japão de Futebol Infantil de 2016 foi a 19ª edição dessa competição organizada pela ex-jogador de futebol Zico, para jogadores com até 15 anos de idade. Foi disputada entre os dias 29 de agosto e 2 de setembro na cidade do Rio de Janeiro, no Brasil. Todos os jogos são disputados no Estádio Antunes.

## Regulamento
As 20 equipes participantes foram separadas em cinco grupos de quatro cada. Na primeira fase elas jogaram entre si, dentro dos seus respectivos grupos, e as primeiras colocadas, juntamente com os três melhores segundo lugares de cada grupo, avançaram para as quartas de final.
A segunda fase (quartas de final, semi final e final) foi disputada na forma de mata-mata, em jogo único. Em caso de empate nesta fase, a equipe que obteve a melhor campanha na primeira fase se classificaria.

### Critérios de desempate
Caso houvesse empate de pontos entre dois ou mais equipes, os critérios de desempates seriam aplicados na seguinte ordem:
1. Número de vitórias;
2. Saldo de gols;
3. Gols marcados;
4. Confronto direto;
5. Número de cartões vermelhos;
6. Número de cartões amarelos.

## Equipes participantes
| Equipe              | Confederação | Títulos                    |
| ------------------- | ------------ | -------------------------- |
| Atlético Mineiro    | CONMEBOL     | 2 (2000, 2010)             |
| Atlético Paranaense | CONMEBOL     | ---                        |
| Audax Rio           | CONMEBOL     | ---                        |
| Avaí                | CONMEBOL     | ---                        |
| Bangu               | CONMEBOL     | ---                        |
| Boavista-RJ         | CONMEBOL     | ---                        |
| Botafogo            | CONMEBOL     | 2 (1998, 2015)             |
| CFZ de Brasília     | CONMEBOL     | ---                        |
| CFZ-RJ              | CONMEBOL     | 1 (2003)                   |
| Cruzeiro            | CONMEBOL     | 1 (2008)                   |
| Flamengo            | CONMEBOL     | 4 (1999, 2005, 2011, 2014) |
| Fluminense          | CONMEBOL     | 2 (2006, 2009)             |
| Internacional       | CONMEBOL     | 1 (2007)                   |
| J. League           | AFC          | ---                        |
| Kashima Antlers     | AFC          | ---                        |
| Kashima Norte       | AFC          | ---                        |
| Kashima Tsukuba     | AFC          | ---                        |
| Osasco FC           | CONMEBOL     | ---                        |
| Santos              | CONMEBOL     | 1 (2016)                   |
| Vasco da Gama       | CONMEBOL     | 4 (2001, 2004, 2012, 2013) |

## Premiação
| Copa da Amizade Brasil-Japão 2016 |
| Brasil                            |
| --------------------------------- |
| SANTOS Campeão (1º título)        |